# ニコ・エークハウト
ニコ・エークハウト（Niko Eeckhout、1970年12月16日 - ）は、ベルギー、イゼヘム出身の自転車競技、ロードレース選手。

## 来歴
1992年にプロデビューを果たして以降、20年間に亘り現役を続けている。クラシックやグランツールにおける実績例はないが、セミクラシックやそれに準じるステージレース（UCIコンチネンタルサーキットにおけるHCや1カテゴリにほぼ相当）における実績は数多あり、UCIヨーロッパツアーでは2005-2006シーズンにおいて総合優勝を果たした。
最大の勲章というべき勝利は2006年の国内選手権・個人ロードレースで、フィリップ・ジルベール（2位）、トム・ボーネン（3位）らを下して優勝したことが挙げられる。
1996年
- カンピウンスハップ・ファン・フラーンデレン 優勝

1998年
- カンピウンスハップ・ファン・フラーンデレン 優勝

2000年
- グランプリ・ルディ・ダーネンス 優勝
- カンピウンスハップ・ファン・フラーンデレン 優勝

2001年
- メモリアル・リック・ファン・ステーンベルヘン 優勝
- ドワルス・ドール・フラーンデレン 優勝
- エトワール・ド・ベセージュ 総合優勝
- ロンド・ファン・ミデン＝ゼーラント 優勝

2005年
- ドワルス・ドール・フラーンデレン 優勝
- グランプリ・イスベルグ 優勝
- オムロープ・ファン・デ・フラームス・スヘルデボーデン 優勝

2006年
- UCIヨーロッパツアー 総合優勝
- ベルギー選手権 個人ロードレース 優勝
- ドリダーフス・ファン・ウェスト＝フラーンデレン 総合優勝
- フロット・プライス・スタット・ゾテヘム 優勝
- メモリアル・リック・ファン・ステーンベルヘン 優勝
- カンピウンスハップ・ファン・フラーンデレン 優勝
- オムロープ・ファン・ヘット・ワースラント 優勝

2007年
- オムロープ・ファン・ヘット・ワースラント 優勝

2008年
- オムロープ・ファン・ヘット・ワースラント 優勝

2009年
- フロット・プライス・スタット・ゾテヘム 優勝
- メモリアル・リック・ファン・ステーンベルヘン 優勝

2012年
- オムロープ・デル・ケンペン 優勝
- スハール・セルス 優勝